# بنیاد آموزش اقتصادی

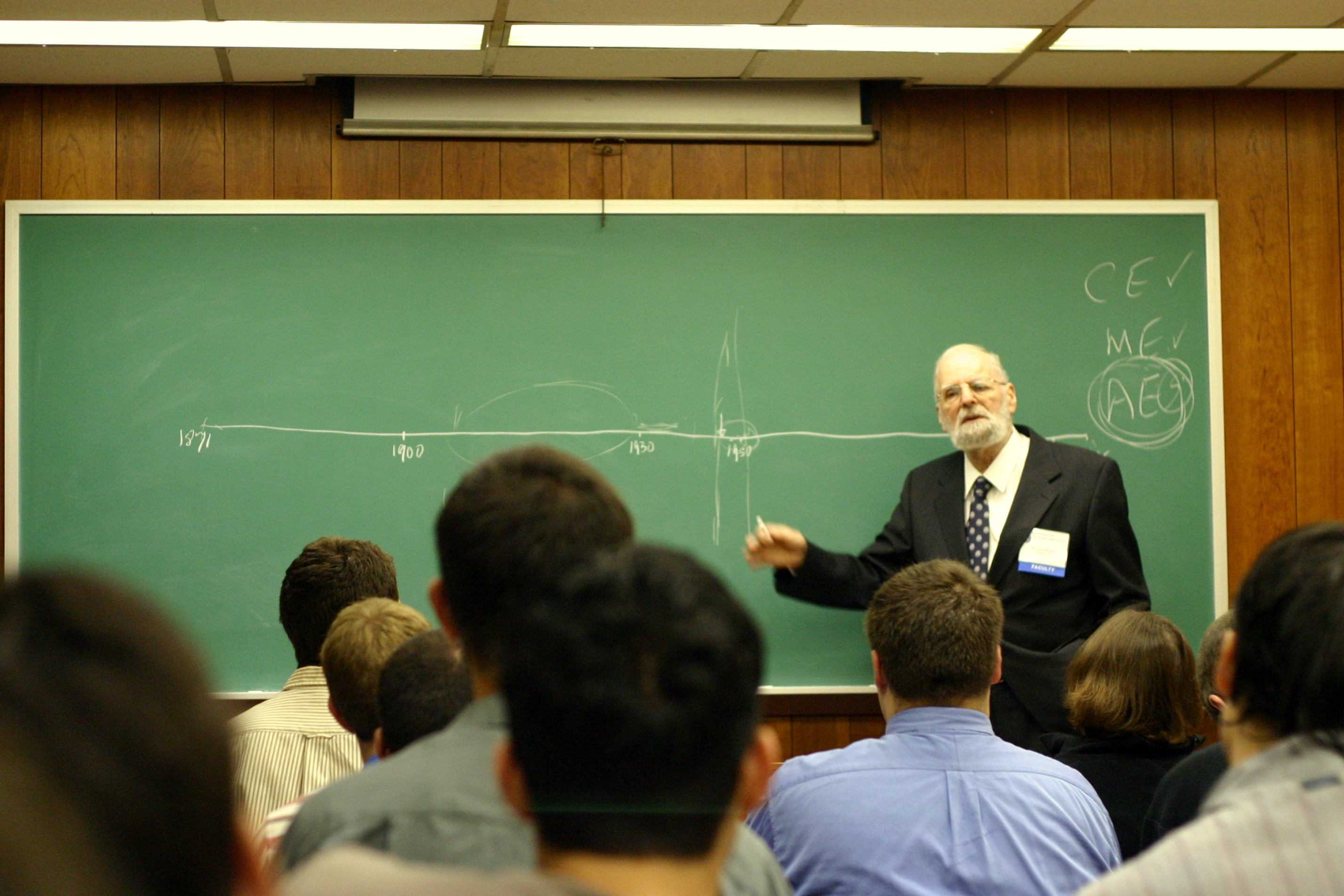
Class

بنیاد آموزش اقتصادی سازمانی آمریکاییست که اصول اقتصاد لسه فر، مالکیت خصوصی و دولت محدود را بین دانشجویان ترویج می‌کند.بنیاد مأموریت خود را «الهام بخشی، آموزش و مرتبط ساختن رهبران آینده با اصول اقتصادی، اخلاقی و حقوقی یک جامعهٔ آزاد» می داند. به گفته گری نورت، مدیر سابق سمینارهای بنیاد، و دانشور کنونی مؤسسه لودویگ فن میزس، این بنیاد «پدربزرگ همهٔ سازمان‌های لیبرترین است.»